# Smurfparty
Smurfparty – album studyjny Smurfarny, wydany 15 sierpnia 2008 roku. 15 czerwca 2009 roku została wydana kontynuacja Smurfparty 2.

## Lista utworów
Źródło: iTunes
| Nr  | Tytuł                                                 | Długość |
| --- | ----------------------------------------------------- | ------- |
| 1.  | „Smurfvänner (Umbrella)”                              | 4:20    |
| 2.  | „Smedjesmurfen (Cara mia)”                            | 3:01    |
| 3.  | „Sommarsmurfar (Sommartider)”                         | 3:09    |
| 4.  | „Smurfar surfar (Dragostea din tei)”                  | 3:52    |
| 5.  | „Låten smurf (Boten Anna)”                            | 3:30    |
| 6.  | „Kokobom Smurf Smurf (Kokobom)”                       | 2:22    |
| 7.  | „Gympa mer (Gummybear Song)”                          | 3:14    |
| 8.  | „Min smurfdröm (Everytime We Touch)”                  | 3:21    |
| 9.  | „Smurfshow (Lay Your Love on Me)”                     | 2:45    |
| 10. | „Smurfpirater till havs! (Wolves of the Sea)”         | 3:04    |
| 11. | „Smurfrock - Det är cool, ja! (Hard Rock Hallelujah)” | 3:04    |
| 12. | „Var lite smurf! (My Friends and Me)”                 | 2:39    |
| 13. | „Vem vill smurfa? (Do You Smurf Me)”                  | 3:42    |
| 14. | „Smurfa på, det är perfekt (Smurfery Perfect)”        | 2:52    |
| 15. | „Smurfan (Oh Smurfette)”                              | 2:56    |

## Pozycje na listach
| Państwo | Lista (2008)  | Najwyższa pozycja |
| ------- | ------------- | ----------------- |
| Szwecja | Top 60 Albums | 10                |